# Малоне
Малоне (фр. Malaunay) — город на севере Франции, регион Нормандия, департамент Приморская Сена, округ Руан, кантон Нотр-Дам-де-Бондвиль. Расположен в 13 км к северо-западу от Руана, в 3 км от автомагистрали А151. Через город протекает река Кайи, приток Сены. Входит в состав Метрополии Руан Нормандия. В 1,5 км к югу от центра коммуны находится железнодорожная станция Малоне–Ле-Ульм линии Париж-Гавр, от которой отходит линия на Дьеп.
Население (2018) — 6 126 человек.

## Достопримечательности
- Церковь Святого Николая XIX века
- Виадук Малоне, построенный в 1847 году для перехода через реку Кайи железной дороги Париж-Гавр

## Экономика
Структура занятости населения:
- сельское хозяйство — 0,4 %
- промышленность — 29,7 %
- строительство — 7,6 %
- торговля, транспорт и сфера услуг — 40,8 %
- государственные и муниципальные службы — 21,6 %

Уровень безработицы (2017) — 10,9 % (Франция в целом —  13,4 %, департамент Приморская Сена — 15,3 %). 

Среднегодовой доход на 1 человека, евро (2018) — 21 080 (Франция в целом — 21 730, департамент Приморская Сена — 21 140).

## Демография
Динамика численности населения, чел.

## Администрация
Пост мэра Малоне с 2012 года занимает социалист Гийом Куте (Guillaume Coutey), член Совета департамента Приморская Сена от кантона Нотр-Дам-де-Бондвиль. 
На муниципальных выборах 2020 года возглавляемый им список социалистов был единственным.
| Период | Период | Фамилия      | Партия                  | Примечания                                                               |
| ------ | ------ | ------------ | ----------------------- | ------------------------------------------------------------------------ |
| 1956   | 1989   | Пьер Неу     |                         | работник Министерства реконструкции                                      |
| 1989   | 2009   | Жоэль Клеман | Социалистическая партия | работник компании France Telecom                                         |
| 2009   | 2012   | Стефан Дешам | Социалистическая партия | работник системы образования                                             |
| 2012   |        | Гийом Куте   | Социалистическая партия | руководитель аппарата депутата Кристофа Буйона, член Совета департамента |

## Города-побратимы
- Сэнди, Великобритания
- Амер, Испания